# アリャクセイ・リアス
アリャクセイ・マヌエレヴィッチ・リアス（ベラルーシ語: Аляксей Мануэлевіч Рыас、1987年5月14日 - ）は、ベラルーシの元サッカー選手。元ベラルーシ代表。現役時代のポジションはMF。ロシア語読みのアレクセイ・リオス（ロシア語: Алексей Риос）の名でも知られている。

## クラブ歴
FCシャフティオール・ソリゴルスクの下部組織出身でトップチームに昇格、2006年に初出場 。2015年にFC BATEボリソフに移籍。

## 代表歴
2016年8月31日に行われたノルウェー代表との親善試合でハーフタイムから途中出場しベラルーシ代表初出場となった。同年10月7日に行われた2018 FIFAワールドカップ・ヨーロッパ予選グループAのオランダ代表戦で代表初得点。

## 家族
ペルー人の父親とベラルーシ人の母親の間にミンスクで出生。また、父方の祖母がスペイン人である。既婚。

## 個人成績
2017年12月1日現在
代表での得点一覧
| No. | 日附          | 場所                                         | 対戦相手 | 得点 | 結果 | 大会                                             |
| --- | ------------- | -------------------------------------------- | -------- | ---- | ---- | ------------------------------------------------ |
| 1.  | 2016年10月7日 | ロッテルダム・フェイエノールト・スタディオン | オランダ | 1–2  | 1–4  | 2018 FIFAワールドカップ・ヨーロッパ予選グループA |

## タイトル
シャフティオール・ソリゴルスク
- ベラルーシ・カップ: 2013-14

BATEボリソフ
- ベラルーシ・プレミアリーグ: 2015, 2016, 2017, 2018
- ベラルーシ・カップ: 2014-15, 2019-20
- ベラルーシ・スーパーカップ: 2015, 2016, 2017